# Bettiah
Bettiah o Bettiah Raj fou un estat tributari protegit de Bihar, del tipus zamindari, un dels més grans zamindaris de Bihar (el segon d'aquesta província). La superfície era de 4765 km² i la renda de dos milions de rúpies.
Estava en mans d'una família de bramans bhumihars descendents de Gangeshwar Dev, un bhumihar brahmin del clan Jaitharia establert a Jaithar a Champaran (Bengala) vers 1244. Un dels seus descendents, Agar Sen (Ugra Sen), va adquirir territoris sota l'emperador Jahangir i va rebre el títol de raja de Shah Jahan; el seu domini fou conegut com a Riyasat del Sirkar de Champaran, amb 4 parganes (Majhwa, Simrown, Babra i Maihsi).
El 1659 el va succeir el seu fill raja Guj Singh que va construir el palau familiar i va morir el 1694 deixant sis fill dels quals tres van morir sense descendència; el gran, Raja Dalip Singh, va heretar Bettiah i va morir el 1715; el segon fou ancestre de Raja Sheoraj Nandan Singh de Sheohar a Muzaffarpur; i el tercer ancestre dels zamindars de Madhuban a Darbhanga.
Raja Dalip Singh fou succeït pel seu fill Raja Dhrup Singh, que va rebre una confirmació de l'emperador Farrukhsiyar. El 1760, l'emperador Shah Alam II el va cridar en ajut per la seva expedició a Bengala; sotmès a les pressions del nawab Mir Qasim de Patna (el virrei de Bengala), es va matar amb verí (1762) i el va succeir el seu net (fill d'una filla de nom Benga Babui) Raja Jugalkishore Singh.
Després del 1765 les imposicions exagerades de la Companyia Britànica de les Índies Orientals que havia adquirit Bihar i Bengala el 1765, van portar a la revolta del sobirà que fou derrotat i el set estat rebaixat a zamindari. El raja va fugir a Bundelkhand (1766) i tot l'estat fou confiscat i posat sota administració de la companyia i concedida a uns parents fidels a la companyia. En aquest temps (vers 1766-1771) el zamindari era el més gran sota jurisdicció de la companyia; tot el districte de Champaran en feia part excepte un tros que tenien els rajes del Ramnagar Raj (també de família braman bhumihar). La companyia no fou capaç de recaptar el que ella mateixa exigia i d'altra banda el deposat raja va prometre obediència, el 1771 l'administració del territori de les parganes de Majhawa i Simraon fou retornada al raja mentre la resta del districte fou concedida a uns cosins als quals s'havia donat inicialment tot l'estat el 1766 (Sri Kishen Singh i Abdhoot Singh que eren fills de Prithi Singh i Satrajit Singh respectivament, germans petits de Raja Dalip Singh) i que ara van rebre territoris que va formar el zamindari de Shiuhar o Sheohar i el de Madhuban (amb les parganes de Babra i Maihsi) segons un acord de 24 de juliol de 1771.
No van tardar a esclatar diferències entre la companyia i Raja Jugalkishore Singh i aquest, que tornava a no poder pagar, fou deposat altre cop. El raja va rebre una pensió i va morir el 1783. El va succeir en els drets el seu fill Raja Birkishore Singh i a aquest el 1790 o 1791 el seu fill Anand Kishore Singh. El 22 de setembre de 1790 lord Cornwallis va recomanar retornar Majhwa i Simrown a Raja Jugalkishore Singh però aquest ja havia mort i l'acord es va fer amb els seus hereus en concret el fill Raja Birkishore Singh, que segons una referència justament va morir en aquest temps, segurament durant la negociació (ocupant el lloc el seu fill Anand Kishore Singh), però segons una altra va viure fins al 1816. En l'acord Srikishen Singh i Abdhoot Singh havien de ser reconeguts en els seus dominis condició que fou acceptada. Una delimitació de les parganes es va fer el 1791 i es va regular el zamindari de Bettiah o Bettiah Raj. Els altres afectats reclamaven per la descendència per línia femenina de Raja Jugalkishore Singh, mentre Raja Birkishore Singh havia defensat el seu dret basant-se en el fet que Jugalkishore havia estat legalment adoptat i havia succeït no pel dret matern sinó com fill adoptiu de l'avi.
Raja Anandkishore Singh va rebre el títol de maharajà bahadur el 1830. Va morir sense fills i fou succeït pel seu germà Maharaja Nawal Kishore Sinhj i aquest pel seu fill Maharaja Rajendra Kishore Singh Bahadur el 1855. Fou al seu torn succeït (1883) pel seu fill i darrer maharajà, Sir Harendra Kishore Singh. La separació de Madhuban i Sheohar havia fet disminuir el territori però encara fou el segon nobles més important de Bihar. El principat de Ramnagar també havia sorgit de Bettiah. En plets de 1958 i posteriors, pel títol, es va establir judicialment que Raja Jugal Kishore Singh no podia ser legalment considerat un putri ka putra amb dret de successió i, per tant, els seus descendents no tenien dret a reclamar, però aquesta no fou la política al final del segle xix.
Maharaja Sir Harendra Kishore Singh Bahadur va morir sense successió el 26 de març de 1893 i va deixar dues vídues, Maharani Sheo Ratna Kuer i Maharani Janki Kuer. Maharani Sheo Ratna Kuer el va succeir com a vídua de major edat però va morir el 24 de març de 1896 i llavors va passar al tron Maharani Janki Kuer (nascuda el 1870). Aviat es va comprovar que no estava capacitada per dirigir l'estat i la sala de corts va agafar l'administració (Court of wards) l'any 1897. La maharani va conservar algunes prerrogatives fins a la seva mort el 27 de novembre de 1954.

## Llista de rajes i maharajas
- Raja Ugra Sen, raja en data desconeguda després de 1628-1659
- Raja Gaj Singh 1659-1694
- Raja Dalip Singh 1694-1715
- Raja Dhrub Singh (o Dhanpat Singh) 1715-1762
- Raja Jugalkishore Singh 1762-1766 i 1771-? (abans de la seva mort 1783)
- Raja Birkishore Singh 1783-1816
- Maharaja Anandkishore Singh Bahadur 1816-1838 (maharajà 1830, personal)
- Maharaja Nawalkishore Singh Bahadur 1838-1855
- Maharaja Rajendrakishore Singh Bahadur 1855-1883
- Maharaja Sir Harendrakishore Singh Bahadur 1883-1893
- Maharani Sheo Ratna Kuwar 1893-1896
- Maharani Janaki Kuwar 1896-1897 (sota tutela 1897-1954)